# German Open 1993 (Badminton)
Die German Open 1993 im Badminton fanden vom 29. September bis zum 3. Oktober 1993 in Leverkusen statt. Die Finalspiele wurden am 3. Oktober 1993 ausgetragen. Das Preisgeld betrug 60.000 USD.

## Sieger und Platzierte
| Disziplin    | Gold                              | Silber                         | Bronze                               |
| ------------ | --------------------------------- | ------------------------------ | ------------------------------------ |
| Herreneinzel | Thomas Stuer-Lauridsen            | Alan Budikusuma                | Poul-Erik Høyer Larsen               |
| Herreneinzel | Thomas Stuer-Lauridsen            | Alan Budikusuma                | Rashid Sidek                         |
| Dameneinzel  | Susi Susanti                      | Ye Zhaoying                    | Liu Yuhong                           |
| Dameneinzel  | Susi Susanti                      | Ye Zhaoying                    | Yuliani Santosa                      |
| Herrendoppel | Jon Holst-Christensen Thomas Lund | Ricky Subagja Rexy Mainaky     | Jalani Sidek Razif Sidek             |
| Herrendoppel | Jon Holst-Christensen Thomas Lund | Ricky Subagja Rexy Mainaky     | Yap Yee Guan Yap Yee Hup             |
| Damendoppel  | Finarsih Lili Tampi               | Chen Ying Wu Yuhong            | Lotte Olsen Lisbet Stuer-Lauridsen   |
| Damendoppel  | Finarsih Lili Tampi               | Chen Ying Wu Yuhong            | Maria Bengtsson Erica van den Heuvel |
| Mixed        | Thomas Lund Erica van den Heuvel  | Michael Søgaard Gillian Gowers | Jan-Eric Antonsson Astrid Crabo      |
| Mixed        | Thomas Lund Erica van den Heuvel  | Michael Søgaard Gillian Gowers | Jiang Xin Qin Yiyuan                 |

## Finalergebnisse
| Disziplin    | Sieger                            | Finalist                       | Ergebnis     |
| ------------ | --------------------------------- | ------------------------------ | ------------ |
| Herreneinzel | Thomas Stuer-Lauridsen            | Alan Budikusuma                | 15–5, 15–2   |
| Dameneinzel  | Susi Susanti                      | Ye Zhaoying                    | 11–6, 11–8   |
| Herrendoppel | Jon Holst-Christensen Thomas Lund | Ricky Subagja Rexy Mainaky     | 17–14, 15–12 |
| Damendoppel  | Finarsih Lili Tampi               | Chen Ying Wu Yuhong            | 15–3, 15–10  |
| Mixed        | Thomas Lund Erica van den Heuvel  | Michael Søgaard Gillian Gowers | 15–4, 15–12  |

## Herreneinzel
- Volker Renzelmann –  Oliver Jakob: 7-15 / 15-2 / 15-6
- Kenneth Jonassen –  Wang Xuyan: 15-11 / 17-16
- Jacek Hankiewicz –  Steffen Weber: 15-5 / 15-4
- Chris Bruil –  Steve Butler: 15-4 / 15-11
- Detlef Poste –  Sergey Melnikov: 15-7 / 15-6
- Björn Siegemund –  Dharma Gunawi: 7-15 / 15-5 / 17-14
- Michael Søgaard –  Plamen Dimitrov: 15-1 / 15-6
- Søren B. Nielsen –  Thomas Berger: 15-1 / 15-6
- Pierre Pelupessy –  Roland Dorner: 15-4 / 15-2
- Jacek Niedźwiedzki –  Damian Pławecki: 15-13 / 5-15 / 15-12
- Bernd Schwitzgebel –  Alexej Sidorov: 13-18 / 15-10 / 15-5
- Peter Rasmussen –  Joris van Soerland: 15-9 / 11-15 / 15-6
- Yong Hock Kin –  Theodoros Velkos: 15-2 / 15-4
- Dong Jiong –  Jerzy Gwóźdź: 15-6 / 15-2
- Hargiono –  Oliver Pongratz: 17-14 / 12-15 / 15-10
- Marek Bujak –  Pang Chen: w.o.
- Alan Budikusuma –  Ruud Kuijten: 15-7 / 15-6
- Kenneth Jonassen –  Volker Renzelmann: 8-15 / 15-7 / 15-7
- Sompol Kukasemkij –  Hannes Fuchs: 17-14 / 15-7
- Marek Bujak –  Jacek Hankiewicz: 15-8 / 14-18 / 15-11
- Poul-Erik Høyer Larsen –  Franklin Wahab: 15-0 / 15-1
- Chris Bruil –  Detlef Poste: 15-7 / 17-18 / 15-1
- Ong Ewe Hock –  Pontus Jäntti: 15-4 / 15-13
- Michael Søgaard –  Björn Siegemund: 15-5 / 15-3
- Søren B. Nielsen –  Pierre Pelupessy: 15-10 / 15-2
- Jens Olsson –  Kenneth Erichsen: 15-2 / 15-2
- Bernd Schwitzgebel –  Jacek Niedźwiedzki: 15-7 / 15-2
- Rashid Sidek –  Bram Fernardin: 15-6 / 15-6
- Peter Rasmussen –  Yong Hock Kin: 15-5 / 15-6
- Darren Hall –  Markus Keck: 15-8 / 15-9
- Dong Jiong –  Hargiono: 12-15 / 15-4 / 15-3
- Thomas Stuer-Lauridsen –  Jürgen Koch: 15-6 / 15-1
- Alan Budikusuma –  Kenneth Jonassen: 15-4 / 15-9
- Sompol Kukasemkij –  Marek Bujak: 15-9 / 15-6
- Poul-Erik Høyer Larsen –  Chris Bruil: 15-8 / 15-9
- Ong Ewe Hock –  Michael Søgaard: 15-6 / 18-16
- Jens Olsson –  Søren B. Nielsen: 15-11 / 15-12
- Rashid Sidek –  Bernd Schwitzgebel: 15-3 / 15-4
- Darren Hall –  Peter Rasmussen: 18-17 / 1-15 / 15-12
- Thomas Stuer-Lauridsen –  Dong Jiong: 15-2 / 15-7
- Alan Budikusuma –  Sompol Kukasemkij: 15-6 / 15-9
- Poul-Erik Høyer Larsen –  Ong Ewe Hock: 15-6 / 15-11
- Rashid Sidek –  Jens Olsson: 18-14 / 15-9
- Thomas Stuer-Lauridsen –  Darren Hall: 15-8 / 15-5
- Alan Budikusuma –  Poul-Erik Høyer Larsen: 15-5 / 15-9
- Thomas Stuer-Lauridsen –  Rashid Sidek: 15-10 / 15-8
- Thomas Stuer-Lauridsen –  Alan Budikusuma: 15-5 / 15-2

## Dameneinzel Qualifikation
- Claudia Vogelgsang –  Nicol Pitro: 11-9 / 11-6
- Georgy van Soerland –  Michaela Tautz: 11-3 / 11-1
- Monica Halim –  Claudia Vogelgsang: 11-1 / 11-4
- Monika Lipińska –  Kirsten Sprang: 11-2 / 11-1
- Carolien Glebbeek –  Manuela Wilhelm: 11-2 / 12-10
- Katarzyna Krasowska –  Zornitza Pavlova: 11-5 / 11-4
- Monika Lipińska –  Monica Halim: 11-8 / 12-10
- Carolien Glebbeek –  Natalia Pidenko: 11-1 / 11-1
- Victoria Wright –  Georgy van Soerland: 11-3 / 11-3

## Dameneinzel
- Susi Susanti –  Astrid van der Knaap: 11-3 / 11-3
- Nicole Grether –  Dimitrika Dimitrova: 12-11 / 11-4
- Shen Lianfeng –  Marina Andrievskaia: 11-3 / 6-11 / 11-6
- Anne Søndergaard –  Carolien Glebbeek: 11-3 / 11-1
- Liu Yuhong –  Heike Franke: 11-4 / 11-2
- Mira Sundari –  Heidi Dössing: 11-4 / 11-4
- Zarinah Abdullah –  Katarzyna Krasowska: 11-4 / 11-3
- Tanya Woodward –  Andrea Findhammer: 11-3 / 11-12 / 12-10
- Lotte Thomsen –  Monique Hoogland: 11-6 / 11-8
- Astrid Crabo –  Fiona Elliott: 11-6 / 11-8
- Nicole Baldewein –  Monika Lipińska: 11-7 / 11-5
- Yuliani Santosa –  Zhang Ning: 11-3 / 6-11 / 11-2
- Cheng Yin Sat –  Victoria Wright: 11-7 / 11-7
- Pernille Nedergaard –  Neli Boteva: 11-0 / 11-2
- Julia Mann –  Christine Skropke: 12-9 / 11-6
- Ye Zhaoying –  Marina Yakusheva: 11-1 / 11-5
- Susi Susanti –  Nicole Grether: 11-2 / 11-3
- Shen Lianfeng –  Anne Søndergaard: 11-4 / 11-7
- Liu Yuhong –  Mira Sundari: 11-1 / 11-2
- Zarinah Abdullah –  Tanya Woodward: 11-2 / 11-6
- Astrid Crabo –  Lotte Thomsen: 5-11 / 11-2 / 11-1
- Yuliani Santosa –  Nicole Baldewein: 11-2 / 11-3
- Pernille Nedergaard –  Cheng Yin Sat: 11-6 / 11-4
- Ye Zhaoying –  Julia Mann: 11-1 / 11-2
- Susi Susanti –  Shen Lianfeng: 11-4 / 11-8
- Liu Yuhong –  Zarinah Abdullah: 12-11 / 11-3
- Yuliani Santosa –  Astrid Crabo: 11-0 / 12-10
- Ye Zhaoying –  Pernille Nedergaard: 6-11 / 11-5 / 11-8
- Susi Susanti –  Liu Yuhong: 11-8 / 11-5
- Ye Zhaoying –  Yuliani Santosa: 11-5 / 11-4
- Susi Susanti –  Ye Zhaoying: 11-6 / 11-8

## Herrendoppel Qualifikation
- Jacek Niedźwiedzki /  Damian Pławecki –  Dirk Ruberg /  Marc Schüler: 15-11 / 18-14
- Roland Dorner /  Steffen Weber –  Benjamin Birbach /  Maik Kerz: 15-2 / 15-5
- Frank Hochstrate /  Martin Luhnen –  Bram Fernardin /  Bernd Schwitzgebel: 15-12 / 17-16
- Ruud Kuijten /  Joris van Soerland –  Peter Mayer /  Michael Pongratz: 15-9 / 9-15 / 15-7
- Kenneth Erichsen /  Holger Kampen –  Boris Kessov /  Ivan Sotirov: 15-6 / 8-15 / 15-10
- Oliver Jakob /  Gordon Teigelkämper –  Jerzy Gwóźdź /  Franklin Wahab: 15-5 / 15-5
- Roland Dorner /  Steffen Weber –  Jacek Niedźwiedzki /  Damian Pławecki: 15-13 / 15-10
- Frank Hochstrate /  Martin Luhnen –  Nedelcho Kessov /  Theodoros Velkos: 15-6 / 15-2
- Ruud Kuijten /  Joris van Soerland –  Plamen Dimitrov /  Vasilios Velkos: 15-2 / 15-2
- Oliver Jakob /  Gordon Teigelkämper –  Kenneth Erichsen /  Holger Kampen: 15-2 / 18-13

## Herrendoppel
- Kai Mitteldorf /  Uwe Ossenbrink –  Marek Bujak /  Jacek Hankiewicz: 15-5 / 10-15 / 15-12
- Harald Koch /  Jürgen Koch –  Thomas Berger /  Björn Siegemund: 15-13 / 17-16
- Dharma Gunawi /  Li Ang –  Ruud Kuijten /  Joris van Soerland: 15-9 / 15-11
- Michael Keck /  Stephan Kuhl –  Kenneth Jonassen /  Peter Rasmussen: 15-12 / 15-7
- Jan-Eric Antonsson /  Mikael Rosén –  Frank Hochstrate /  Martin Luhnen: 15-10 / 15-6
- Stefan Frey /  Markus Keck –  Oliver Jakob /  Gordon Teigelkämper: 15-6 / 15-9
- Huang Zhanzhong /  Liu Di –  Sergey Melnikov /  Nikolai Sujew: 15-7 / 15-6
- Jiang Xin /  Ricky Yu Qi –  Roland Dorner /  Steffen Weber: w.o.
- Ricky Subagja /  Rexy Mainaky –  Jiang Xin /  Ricky Yu Qi: 15-8 / 15-12
- Jan Paulsen /  Thomas Stavngaard –  Kai Mitteldorf /  Uwe Ossenbrink: 15-7 / 18-15
- Peter Axelsson /  Pär-Gunnar Jönsson –  Harald Koch /  Jürgen Koch: 15-7 / 15-8
- Yap Yee Guan /  Yap Yee Hup –  Dharma Gunawi /  Li Ang: 15-0 / 15-10
- Chan Siu Kwong /  Ng Pak Kum –  Michael Keck /  Stephan Kuhl: 12-15 / 15-3 / 15-9
- Jalani Sidek /  Razif Sidek –  Jan-Eric Antonsson /  Mikael Rosén: 18-17 / 15-6
- Pramote Teerawiwatana /  Sakrapee Thongsari –  Stefan Frey /  Markus Keck: 15-6 / 15-5
- Jon Holst-Christensen /  Thomas Lund –  Huang Zhanzhong /  Liu Di: 15-7 / 15-6
- Ricky Subagja /  Rexy Mainaky –  Jan Paulsen /  Thomas Stavngaard: 15-7 / 15-3
- Yap Yee Guan /  Yap Yee Hup –  Peter Axelsson /  Pär-Gunnar Jönsson: 15-6 / 15-12
- Jalani Sidek /  Razif Sidek –  Chan Siu Kwong /  Ng Pak Kum: 15-4 / 15-2
- Jon Holst-Christensen /  Thomas Lund –  Pramote Teerawiwatana /  Sakrapee Thongsari: 15-10 / 13-15 / 15-7
- Ricky Subagja /  Rexy Mainaky –  Yap Yee Guan /  Yap Yee Hup: 15-8 / 15-5
- Jon Holst-Christensen /  Thomas Lund –  Jalani Sidek /  Razif Sidek: 15-8 / 15-7
- Jon Holst-Christensen /  Thomas Lund –  Ricky Subagja /  Rexy Mainaky: 17-14 / 15-12

## Damendoppel Qualifikation
- Heike Franke /  Nicol Pitro –  Katarzyna Krasowska /  Monika Lipińska: 15-9 / 15-11
- Carolien Glebbeek /  Georgy van Soerland –  Zornitza Pavlova /  Kirsten Sprang: 15-10 / 15-5
- Heike Franke /  Nicol Pitro –  Bettina Mayer /  Claudia Vogelgsang: 15-12 / 14-17 / 15-10
- Carolien Glebbeek /  Georgy van Soerland –  Michaela Tautz /  Manuela Wilhelm: 15-7 / 15-8

## Damendoppel
- Ye Zhaoying /  Zhang Ning –  Sandra Beißel /  Nicole Grether: 15-4 / 15-8
- Liu Yuhong /  Qin Yiyuan –  Monica Halim /  Mira Sundari: 15-1 / 15-3
- Maria Bengtsson /  Erica van den Heuvel –  Heidi Bender /  Petra Dieris-Wierichs: 15-3 / 15-8
- Cheng Yin Sat /  Chung Hoi Yuk –  Karen Neumann /  Nicole Baldewein: 15-13 / 15-9
- Finarsih /  Lili Tampi –  Heidi Dössing /  Yanne Vang-Nielsen: 15-4 / 15-7
- Ye Zhaoying /  Zhang Ning –  Marina Andrievskaia /  Marina Yakusheva: 15-7 / 15-10
- Lotte Olsen /  Lisbet Stuer-Lauridsen –  Katrin Schmidt /  Kerstin Ubben: 15-5 / 15-12
- Liu Yuhong /  Qin Yiyuan –  Ngan Fai /  Tung Chau Man: 15-10 / 5-15 / 15-3
- Maria Bengtsson /  Erica van den Heuvel –  Neli Boteva /  Victoria Wright: 15-0 / 15-0
- Gillian Gowers /  Fiona Elliott –  Andrea Findhammer /  Anne-Katrin Seid: 15-2 / 15-6
- Anne Søndergaard /  Lotte Thomsen –  Cheng Yin Sat /  Chung Hoi Yuk: 11-15 / 17-14 / 15-3
- Chen Ying /  Wu Yuhong –  Heike Franke /  Nicol Pitro: 15-4 / 15-4
- Finarsih /  Lili Tampi –  Ye Zhaoying /  Zhang Ning: 15-8 / 15-9
- Lotte Olsen /  Lisbet Stuer-Lauridsen –  Liu Yuhong /  Qin Yiyuan: 15-2 / 15-8
- Maria Bengtsson /  Erica van den Heuvel –  Gillian Gowers /  Fiona Elliott: 15-3 / 15-7
- Chen Ying /  Wu Yuhong –  Anne Søndergaard /  Lotte Thomsen: 17-14 / 15-1
- Finarsih /  Lili Tampi –  Lotte Olsen /  Lisbet Stuer-Lauridsen: 15-13 / 18-14
- Chen Ying /  Wu Yuhong –  Maria Bengtsson /  Erica van den Heuvel: 8-15 / 17-15 / 15-6
- Finarsih /  Lili Tampi –  Chen Ying /  Wu Yuhong: 15-3 / 15-10

## Mixed
- Stephan Kuhl /  Kerstin Ubben –  Hargiono /  Kirsten Sprang: 15-1 / 15-9
- Paulus Firman /  S. Herawati –  Plamen Dimitrov /  Dimitrika Dimitrova: 15-7 / 15-3
- Marek Bujak /  Yanne Vang-Nielsen –  Volker Renzelmann /  Heidi Bender: 15-9 / 15-2
- Kai Mitteldorf /  Katrin Schmidt –  Pierre Pelupessy /  Monique Hoogland: 15-8 / 15-11
- Uwe Ossenbrink /  Anne-Katrin Seid –  Martin Kranitz /  Tanja Lorenz: 15-3 / 15-12
- Stefan Frey /  Sandra Beißel –  Ng Pak Kum /  Tung Chau Man: 8-15 / 17-14 / 15-12
- Jiang Xin /  Qin Yiyuan –  Nikolai Sujew /  Marina Yakusheva: 15-3 / 6-15 / 15-6
- Dharma Gunawi /  Mira Sundari –  Jacek Hankiewicz /  Andrea Findhammer: 18-14 / 15-11
- Michael Søgaard /  Gillian Gowers –  Stephan Kuhl /  Kerstin Ubben: 15-5 / 15-1
- Chan Siu Kwong /  Chung Hoi Yuk –  Paulus Firman /  S. Herawati: 15-4 / 15-7
- Jan Paulsen /  Lotte Olsen –  Marek Bujak /  Yanne Vang-Nielsen: 15-8 / 15-0
- Jan-Eric Antonsson /  Astrid Crabo –  Kai Mitteldorf /  Katrin Schmidt: 15-13 / 15-5
- Thomas Lund /  Erica van den Heuvel –  Uwe Ossenbrink /  Anne-Katrin Seid: 15-7 / 15-8
- Jon Holst-Christensen /  Pernille Nedergaard –  Stefan Frey /  Sandra Beißel: 15-5 / 15-5
- Jiang Xin /  Qin Yiyuan –  Michael Keck /  Karen Neumann: 15-9 / 15-6
- Pär-Gunnar Jönsson /  Maria Bengtsson –  Dharma Gunawi /  Mira Sundari: 15-8 / 18-14
- Michael Søgaard /  Gillian Gowers –  Chan Siu Kwong /  Chung Hoi Yuk: 9-15 / 18-14 / 15-6
- Jan-Eric Antonsson /  Astrid Crabo –  Jan Paulsen /  Lotte Olsen: 15-11 / 11-15 / 15-9
- Thomas Lund /  Erica van den Heuvel –  Jon Holst-Christensen /  Pernille Nedergaard: 15-6 / 15-12
- Jiang Xin /  Qin Yiyuan –  Pär-Gunnar Jönsson /  Maria Bengtsson: 15-5 / 15-8
- Michael Søgaard /  Gillian Gowers –  Jan-Eric Antonsson /  Astrid Crabo: 15-5 / 15-3
- Thomas Lund /  Erica van den Heuvel –  Jiang Xin /  Qin Yiyuan: 15-5 / 15-3
- Thomas Lund /  Erica van den Heuvel –  Michael Søgaard /  Gillian Gowers: 15-4 / 15-12